# Giao thông Tiền Giang
Tiền Giang là một tỉnh ven biển thuộc đồng bằng sông Cửu Long, miền Nam, Việt Nam. Tỉnh nằm trong Vùng kinh tế trọng điểm phía Nam.

## Đường bộ
Trục đường bộ quan trọng nhất tỉnh là Quốc lộ 1, đường cao tốc Bắc – Nam phía Đông, tỉnh lộ 865, tỉnh lộ 864, chạy theo hướng chủ yếu từ tây sang đông. Các trục tỉnh lộ có hướng bắc - nam và hướng khác là tỉnh lộ 861, 862, 863, 866, 866B, 867, 868, 869, 870, 870B, 871, 872, 873, 873B, 874, 874B, 875, 875B, 876, 877, 877B, 878, 878B, 878C, 879D.

### Hệ thống xe buýt
Danh sách này gồm các tuyến xe buýt hoạt động nội tỉnh và liên tỉnh và liên vận quốc tế đi qua tỉnh Tiền Giang do các cơ quan chức năng tỉnh Tiền Giang công bố tuyến.
| Tuyến | Đầu bến           | Đầu bến    | Đầu bến           | Cự ly (km) | Thời gian hoạt động | Tần suất hoạt động (phút/chuyến) |
| ----- | ----------------- | ---------- | ----------------- | ---------- | ------------------- | -------------------------------- |
| 1     | Bến xe Tiền Giang | ↔          | Bến xe An Hữu     | 66         | 4:45 - 20:05        | 25-30                            |
| 3     | Bến xe Tiền Giang | ↔          | Bến xe Cái Bè     | 51         | 5:20 - 17:10        | 15-20                            |
| 4     | Bến xe Tiền Giang | ↔          | Bến xe Hậu Mỹ Bắc | 72         | 5:00 - 17:30        | 20-35                            |
| 5     | Bến xe Hưng Long  | ↔          | Bến xe Mỹ An      | 51         | 4:30 - 18:00        | 15-25                            |
| 6     | Bến xe Tiền Giang | ↔          | Chợ Tân Phước     | 43         | 6:00 - 17:00        | 20-30                            |
| 10    | Bến xe Tiền Giang | ↔          | Bến xe Cần Đước   | 66         | 4:45 - 17:30        | 15-30                            |
| 62-9  | BX Quận 8         | Cần Đước ↔ | BX Gò Công        | 38.20      | 03:15 - 19:00       | 15 - 30                          |
| 63-1  | BX Tân Phú        | ↔          | BX Tiền Giang     | 85         | 04:45 - 18:15       | 20 - 30                          |

(Sở Giao thông Vận tải tỉnh Tiền Giang, 2020)